# Adventure Line Productions
Pour les articles homonymes, voir Anabase et ALP.
Adventure Line Productions, abrégé en ALP (anciennement Télé-Union Productions puis Tilt Productions jusqu'en 1998, et Anabase Productions entre 1998 et 1999), est une société de production de télévision française, filiale de Banijay Group, fondée en 1972 par Jacques Antoine.
Bien qu'active dans divers domaines, elle est principalement connue pour ses jeux d'aventure tels que Fort Boyard et Koh-Lanta.

## Histoire
De 1991 à 1994, la société fait partie du groupe « Jacques Antoine & Cie » (JAC) du célèbre créateur d'émissions Jacques Antoine. Entre 1995 à 2003, elle appartient au groupe Studio Expand.
Ils conçoivent des programmes tels que Fort Boyard en 1990 pour Antenne 2 et La Carte aux trésors en 1996 pour France 3. Le prédécesseur de La Carte aux trésors est La Chasse aux trésors présenté par Philippe de Dieuleveult.
Par la suite, de 2006 à 2010, c'est le groupe Marathon Média, connu pour ses séries télévisées d'animation comme Totally Spies! et Marsupilami, qui récupère ALP. Entre 2010 et 2016, la société appartient à Zodiak Media, troisième groupe audiovisuel indépendant mondial.
À la suite de la fusion de Zodiak Media et Banijay Group intervenue en février 2016, Banijay Group (qui détient alors ALP) devient l'un des premiers producteurs de contenus au monde.

## Direction
- Pascal Bensoussan : de 1987 à 1990 ;
- Xavier Couture : de 1991 à 1993 ;
- Denis Mermet : de 1999 à décembre 2008 ;
- Franck Firmin-Guion : de décembre 2008 à mars 2016 ;
- Alexia Laroche-Joubert : de avril 2016 à août 2023 ;
- Frédéric Lussato : depuis août 2023.

## Productions

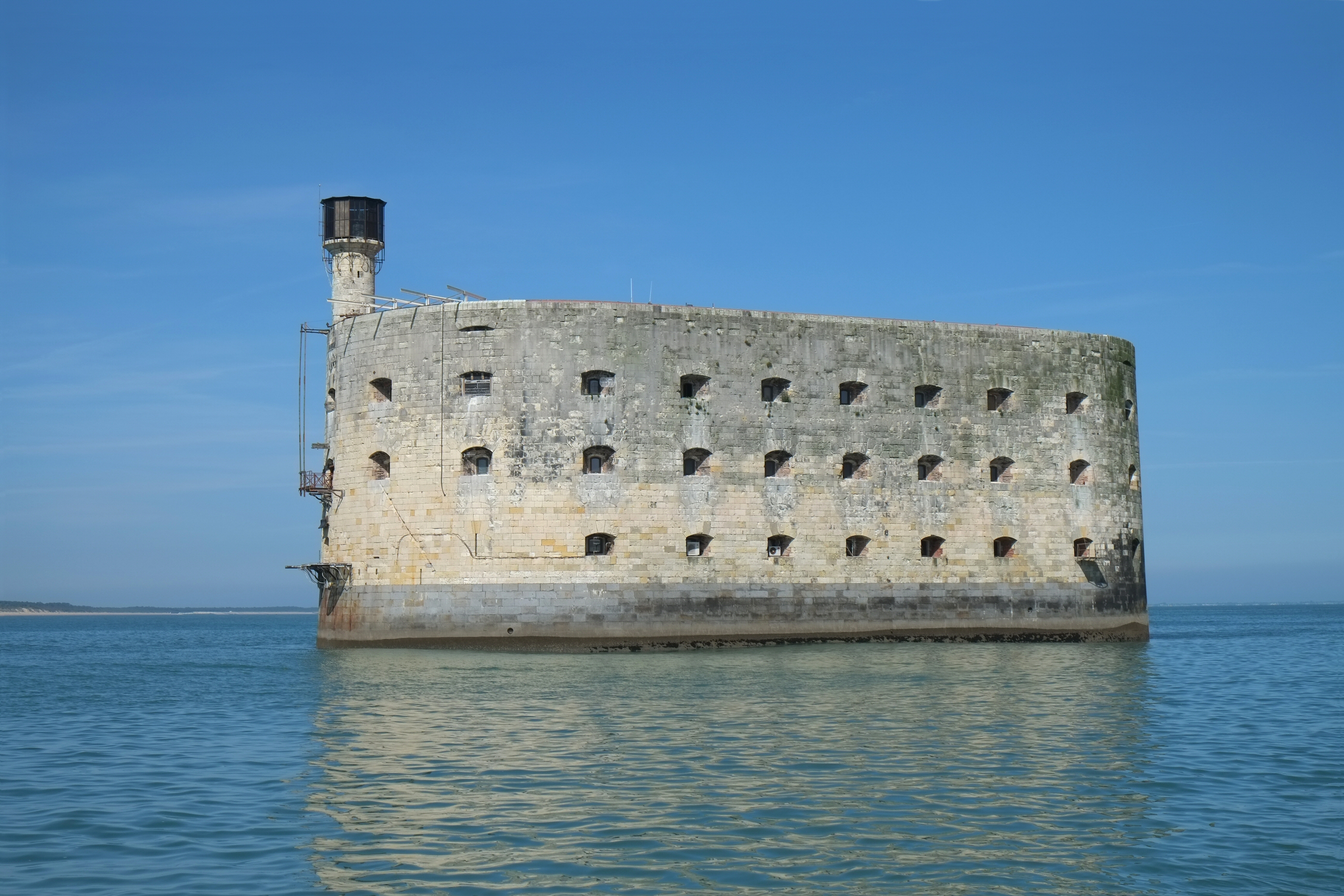
Le jeu télévisé Fort Boyard, tourné dans l'édifice du même nom, émission emblématique et création originale d'ALP, diffusé dans le monde entier.

- Depuis 1990 : Fort Boyard (Antenne 2 puis France 2)
- 1996-2009 puis repris en 2018 : La Carte aux trésors (France 3)
- Depuis 2001 : Koh-Lanta (TF1)
- Depuis 2017 : École Aventure (Télétoon+)
- Depuis 2017 : 10 couples parfaits (NT1 puis TFX)
- Depuis 2020 : Cleaners (TFX)
- Depuis 2020 : La cuisine de Willy (Okoo)
- Depuis 2021 : Le Grand Quiz (TF1)
- Depuis 2023 : La Carte aux trésors Juniors (Okoo et France 4)
- Depuis 2024 : Le jugement de Rouge et Blanche (Okoo)

### Anciennes productions

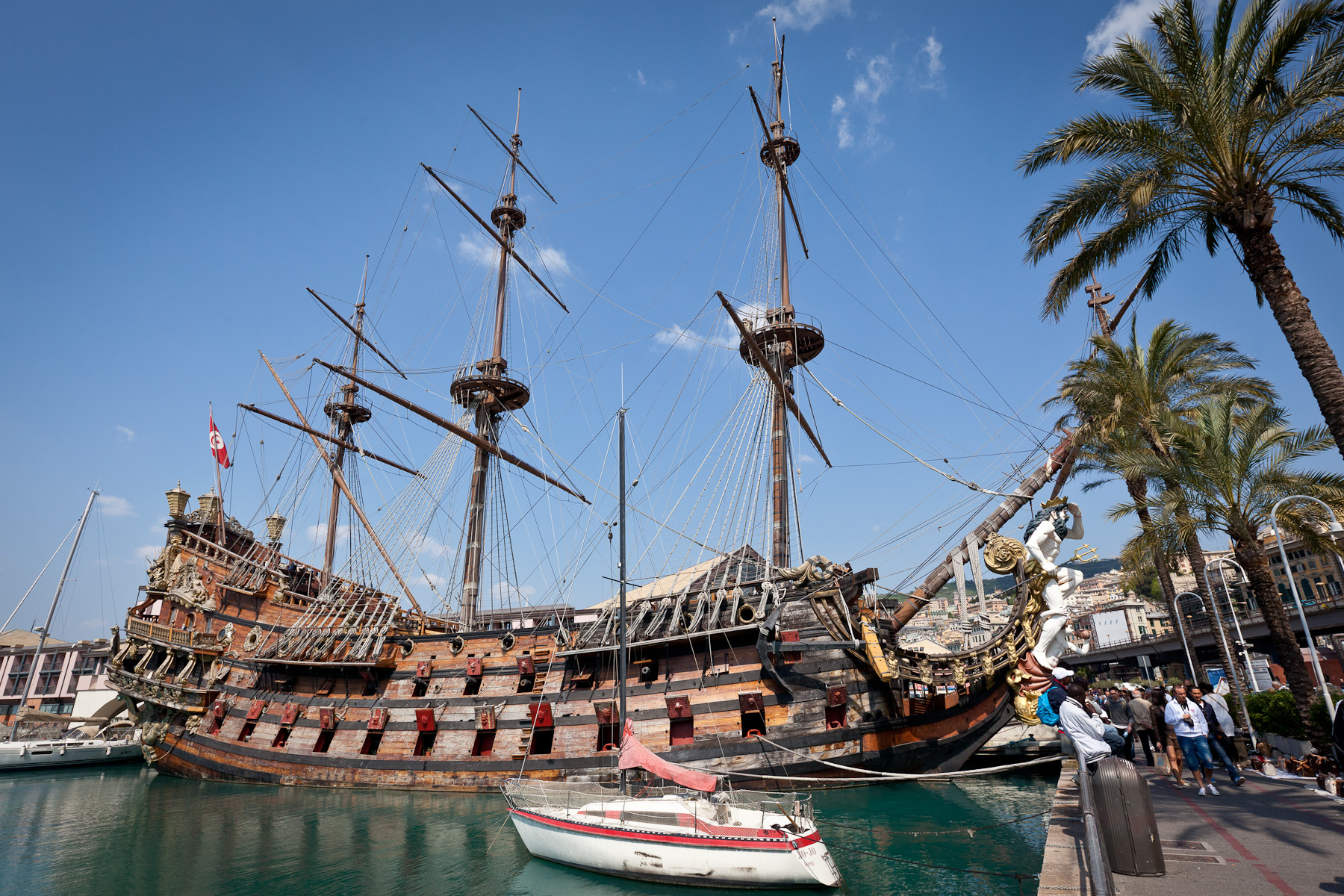
Le jeu télévisé Mission Pirattak, tourné dans le galion Neptune.

- 1976-1984 : La Course autour du monde (Antenne 2)
- 1980-1985 : La Chasse aux trésors (Antenne 2)
- 1984-1985 : Le Grand Raid (Antenne 2)
- 1985 : Les énigmes au bout du monde (TF1)
- 1987-1994 / 2005 : La Classe (France 3) anciennement FR3
- 1987-2001 : Le Juste Prix en coproduction avec Fremantlemedia (TF1)
- 1990-1999 : Une famille en or  (TF1] en coproduction avec  FremantleMedia
- 1990 : Je compte sur toi (La Cinq)
- 1991-1992 : Superchamps (La Cinq)
- 1991 : Dimanche et la belle (La Cinq)
- 1992 : La Piste de Xapatan (Antenne 2)
- 1992-1995 : Les Mondes fantastiques (France 3)
- 1992-1994 : Hugo Délire (France 3)
- 1992 : La Légende de Croc-Blanc (TF1)
- 1993-1994 : Le Trésor de Pago Pago (TF1)
- 1993-2002 puis 2017-2021 : Les Minikeums (France 3 puis  France 4)
- 1994 : Les Trésors du monde (France 2)
- 1995-1997  Des Copains en Or (TF1) en coproduction avec  FremantleMedia
- 1995 : Quelle galère ! (TF1)
- 1995 : Le Trophée Campus (France 2)
- 1996 : La Boîte à mémoire (France 3)
- 1996-2003 : Opération Acapulco (TF1)
- 1996-1998 : Princesse Shéhérazade (France 2)
- 1997 : Ali Baba (TF1)
- 1997 : Un poisson dans la cafetière (France 2)
- 1999-2000 : Mission Pirattak (France 3)
- 1999-2000 : Les Forges du désert (France 2)
- 2001-2002 : Le Juste Euro (France 2) en coproduction avec  FremantleMedia
- 2001-2003 et 2007 : Popstars (M6)
- 2002 : Côté vacances (France 3)
- 2004 : Le Chantier (M6)
- 2004 : Ma terminale (M6)
- 2006 : Drôle de couple (France 3)
- 2006-2007 : Trop fort l’animal ! (Gulli)
- 2007-2011 : Foudre (France 2 ; coproduction avec Terence Films)
- 2008 : La dictée (Canal+)
- 2008 : Fortunes (Arte ; coproduction avec Terence Films)
- 2008 : Le français le plus extraordinaire (TF1)
- 2009 : Chante... si tu peux ! (Virgin 17)
- 2009-2015 : Kids 20 (Télétoon +)
- 2010 : Moundir, l'aventurier de l'amour (TMC)
- 2010 : Mission Duo (Télétoon+)
- 2010-2014: Happy Hour (Canal+)
- 2011 : Fortunes (Arte ; coproduction avec Terence Films)
- 2011 : Familles d'explorateurs (TF1)
- 2011 : L'Étoffe des champions (France 3)
- 2011 : Cinq touristes (France 2)
- 2012 : Au secours, ma maison s'écroule (M6)
- 2012 : You can dance (TFX) anciennement NT1
- 2013-2019 : Cut ! (France Ô ; coproduction avec Terence Films)
- 2014-2016 : Stars au grand air (TF1)
- 2015-2017 : Les trésors du livre des records (Gulli)
- 2015 : Dropped (TF1 ; Interrompue - collision mortelle)
- 2017 : Les Cerveaux (TF1)
- 2017-2019 : Le test qui sauve (France 2)
- 2017 : L'adresse idéale (NT1)
- 2017 : Undressed (NRJ12)
- 2018-2019 : L'Aventure Robinson (TF1)
- 2019-2021 : Boyard Land (France 2)
- 2020 : Forces spéciales : l'expérience (M6)
- 2021 : Slaïme (Okoo)
- 2022-2023 : Willymaton (Okoo)
- 2024 : Bienvenue au monastère (C8)

## Polémiques et affaires judiciaires
Le 22 mars 2013, Gérald Babin, candidat de la saison 13 de Koh-Lanta au Cambodge, meurt des suites d'une crise cardiaque sur le tournage de l'émission d'aventure. Quelques jours plus tard le médecin du programme, Thierry Costa, se suicide. La saison en cours de tournage est alors annulée. ALP est critiqué pour son manquement dans la prise en charge de l'évacuation de la victime. En 2014, ALP conclut un accord avec la famille du candidat qui comprend une forte indemnisation. Il s'agit du premier cas de décès dans une émission de télé-réalité française.
Le 10 mars 2015, un nouveau drame vient entacher l'image d'ALP : sur le tournage d'un nouveau jeu d'aventures pour TF1 intitulé Dropped, la collision de deux hélicoptères à Villa Castelli, en Argentine, coûte la vie à dix personnes, dont les sportifs de haut niveau Florence Arthaud, Camille Muffat et Alexis Vastine. Le manque de préparation, le défaut de formation des pilotes des deux hélicoptères au vol en formation et à la prise d'image en vol, ainsi que le statut de l'exploitant des appareils sont mis en cause par l'enquête de la Junta de Investigación de Accidentes de Aviación Civil. Ces manquements ont été fermement démentis par la société de production, expliquant qu'un briefing efficace et une préparation des pilotes à ce vol en formation avaient été effectués. Mais, le 25 avril 2018, la société ALP est condamnée dans cette affaire pour « faute inexcusable » par un  tribunal des Hauts-de-Seine.
Le 11 mai 2018, après seulement quatre jours de tournage, la production prend la décision d'interrompre le tournage de la nouvelle saison de Koh-Lanta. Dans un communiqué, la production confirme les rumeurs de la presse française, indiquant qu'une tentative d'agression sexuelle d'un candidat sur une candidate en est la cause.
En mars 2021, la société ALP est mise en examen pour homicides involontaires après l'accident qui a eu lieu le 10 mars 2015 en Argentine. Un verdict reposant sur des conclusions d'enquête mettant en cause la société de production pour des lacunes dans la planification du vol, l'utilisation dans un cadre commercial d’hélicoptères publics ou encore des imprudences de pilotage pour des séquences spectaculaires. L'enquête révèle également qu'ALP a sous-estimé le budget sécurité en privilégiant ses intérêts financiers dans le choix des pilotes et des hélicoptères.
Le 27 mai 2021, la société de production ALP a été condamnée en appel « pour faute inexcusable » à indemniser la famille d'un caméraman victime de l'accident d'hélicoptères survenu sur le tournage de « Dropped » (TF1), en mars 2015 en Argentine, par la cour d'appel de Versailles.

## Identité visuelle (logo)

Logo d'ALP entre 2006 et avril 2017.
Logo d'ALP depuis avril 2017.